# Paul Achard
Pour les articles homonymes, voir Achard.
Paul Auguste Achard, né  le 22 mars 1887 à Alger et mort le 10 novembre 1962 à Paris, est un journaliste, écrivain et homme de théâtre. Il a été un des écrivains pieds-noirs les plus célèbres.

## Biographie
Paul Achard naît à Alger d'un père représentant de commerce le 22 mars 1887. Il est bon élève à l'école Dordor, et est admis au Grand Lycée. Il monte à Paris au début du siècle et y devient journaliste. Il obtient le poste de Secrétaire général du théâtre des Champs-Élysées. Il écrit des chroniques du temps et des romans, puis devient scénariste et dialoguiste pour le cinéma.
Son ouvrage La Queue (ce qui s'y disait, ce qu'on y pensait) sur les files d'attente pendant la guerre a été censuré par les Allemands et n'est sorti qu'en 1945.
Il meurt le 10 novembre 1962 à son domicile dans le 8e arrondissement de Paris. Il est inhumé le 14 novembre 1962 au Cimetière de Roussillon (Vaucluse).

## Ouvrages

### Romans
- Mes bonnes (1927)
- Là et un œil neuf sur l'Amérique (1930)
- Nous les chiens (1930)
- L'homme de mer (1931)
- Salaouetches (1939)
- Biographie du Prophète Mohammed (1942)
- La grande épreuve (1945)
- La queue (1945)

### Scénarios
- La Croix du sud de André Hugon (1931). Scénariste dialoguiste.
- Romarin (1936). Dialoguiste.
- Le Marchand de sable de André Hugon (1931) . Dialoguiste (et rôle du cuisinier).
- Le Héros de la Marne (1938). Dialoguiste.
- Malaria (1943). Dialoguiste.
- Ceux du rivage (1943). Dialoguiste.
- Les Ailes blanches de Robert Péguy (1942). Scénariste dialoguiste.
- L'Affaire du Grand Hôtel de André Hugon (1945). Scénariste dialoguiste
- La Renégate de Jacques Séverac (1947). Scénariste dialoguiste.
- Les souvenirs ne sont pas à vendre de Robert Hennion (1948). Coscénariste.

### Adaptateur
- La Célestine[6] d'après Fernando de Rojas (publié par les Éditions de la Nouvelle France en 1943) ; adaptation en 8 tableaux.
- L'ours d'Anton Tchekhov (adaptation avec Jacques-Henri Duval), au théâtre de l'Odéon (1944).
- Volpone d'après Ben Jonson (publié par les Éditions de la Nouvelle France en 1945) ; adaptation en 9 tableaux.
- Les Liaisons dangereuses (1952).
- Les Misérables d'après Victor Hugo[7] (publié par la revue L'Avant-Scène en 1957).